# René Tinner
René Tinner  (* 18. Februar 1953 in St. Gallen) ist ein Schweizer Musikproduzent und Tonmeister, der mit renommierten Künstlern aller Couleur zusammenarbeitet und über 200 Studio-Alben und diverse Live-Auftritte produzierte. 1977 experimentierte Tinner in New York zusammen mit Lou Reed an Kunstkopf-Stereo Aufnahmen.  Die von dem Stockhausen-Schüler Irmin Schmidt für Wim Wenders komponierte Filmmusik ist von René Tinner aufgenommen und gemischt worden.
René Tinner gründete 1978 das CAN-Studio (auch: Can-Studio; 1971–1978: Inner Space Studio) in Weilerswist (Nordrhein-Westfalen, Deutschland), welches er bis 2003 leitete. Es war zuvor das Studio der Kölner Band Can. Tinner produzierte dort unter anderem Maloo, KFC, Joachim Witt, Trio, Holger Czukay, Die Krupps, Floyd George, Julian Dawson, Marius Müller-Westernhagen, Fury in the Slaughterhouse, Jule Neigel Band und Kreisler. Auch Jim Capaldis Album „Living on the Outside“ produzierte er 2001 im Can-Studio.
2007 wurde das Can-Studio in das deutsche rock’n popmuseum in Gronau integriert. Mit der Ausstellung Can: Das Studio – Magie und Technik einer Band wurde das komplett funktionstüchtige Studio in Anwesenheit der Can-Bandmitglieder und René Tinner am 9. November 2007 eröffnet.